# 존 브리가

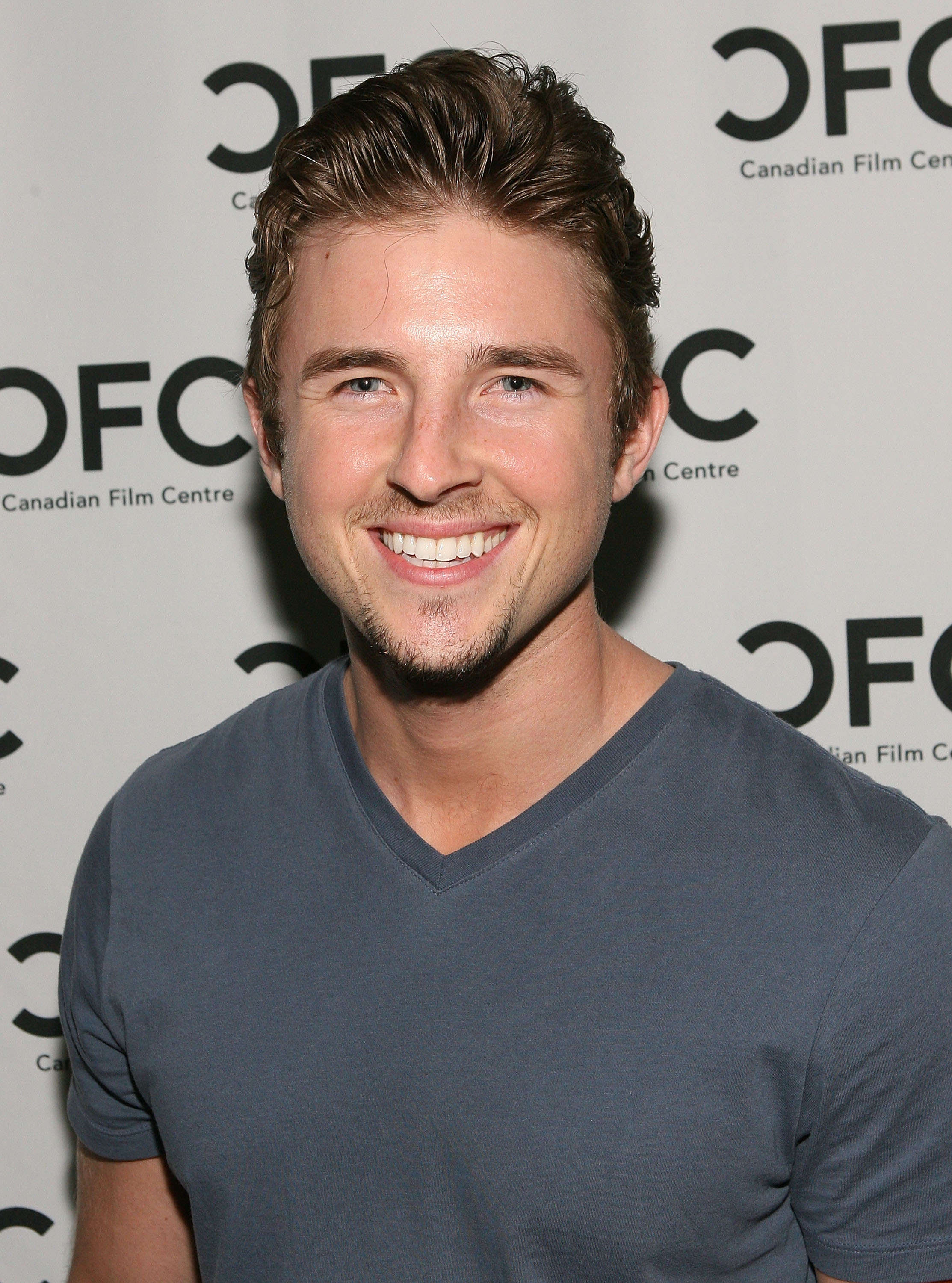

존 브레거(John Francis Bregar, 영어 발음: /ˈbrɛɡər/, 1985년 3월 1일 ~ )는 캐나다의 배우이다.
애너하임에서 태어났다.

## 영화
- 퍼 크레이지 (2013년)
- 데스퍼러틀리 씨킹 산타 (2011년)
- 서비튜드 (2011년) - 토미 역
- 완전 범죄: 키드냅 (2011년) - 제프 빈센트 역
- 블러드워크 (2011년) - 롭 제프리스 역
- 베로나 (2010년) - 브랜든 역
- 데드 앳 17 (2008년)
- 보이 걸 씽 (2006년) - 리차드 역